# Mozilla Thunderbird
Mozilla Thunderbird（モジラ・サンダーバード）は、Mozillaを起源とし、オープンソースで開発が行われている電子メールクライアントおよびニュースリーダーである。プロジェクト開始当初はMinotaur（ミノタウアー）と呼ばれていた。レンダリングエンジンGeckoを使用し、優れた描画性能、高速性、拡張機能、テーマ機能など拡張性に富む。Mozilla SuiteあるいはNetscape Mail/Newsと同様の機能を持つ。
RSSを取得・購読するためのRSSリーダーや、ベイズ理論による学習型迷惑メールフィルタ機能（受信時に迷惑メールと判断されたメールに迷惑メールの印を付け、設定によってはさらに「迷惑メールフォルダ」へ振り分けることも可能）、タブ表示インターフェイスを標準で備えるなど、他の電子メールクライアントに見られない独自の利便性を打ち出している。Outlook Expressなどの他の電子メールクライアントからの容易な移行機構も備える。

## 概要
Mozilla Firefoxと同じように、Geckoエンジン上にXULを用いて構築されているため、マルチプラットフォームでありながら、開発ソースは単一である。またXULを利用して非常に自由度の高い拡張機能が利用できたが、バージョン78よりXULを使用した拡張機能はサポートされなくなった。ただし、Geckoエンジンに問題が発生すると、Thunderbirdも影響を受けるため、アップデートの必要性が生じてくる。
Outlook Expressなどのメールソフトに見られるような、左にフォルダ、右上部にメール一覧、右下部にメールの内容が表示されるという3ペインのインターフェイスをしている（設定により、2ペインに変更可能）。メールソフトとして利用できるプロトコルはPOP3、SMTP、IMAPである。それ以外には、ニュースグループの購読や、HTTP を通じて RSS、Atomの取得をしたり、RSS を通じてポッドキャスティングされたデータを取得することが可能である。Mozilla Thunderbirdが2004年にリリースされた当初もマイクロソフトのOutlookに対抗したものとして、メディアで取り上げられた。
Thunderbirdのソースコードを利用した派生電子メールクライアントとしてEudoraの後継となるPenelopeが開発中であったが、2010年に開発が終了した。

## Mozillaからの切り離しと再統合
それまでプロジェクトを推し進めてきたMozilla Foundationは2008年2月19日にThunderbirdプロジェクトのための新組織Mozilla Messagingの設立を発表した。ThunderbirdはMozillaの開発側やコミュニティがFirefoxほどに注力しておらず小規模開発となっていることが原因で、切り離しはThunderbirdに興味・意欲のある人間を集めて開発を活性化させることが目的であった。
これに際し、Mozilla Corporationの最高経営責任者ミッチェル・ベイカーは以下の3つの選択肢を掲げ、どのような形態で運営するかの検討を進めていた。
- Mozillaファウンデーションのように別組織を設立する
- Mozillaファウンデーションの下に子会社を設立する
- CaminoやSeaMonkeyのようにコミュニティプロジェクトとして分離し、コミュニティが新会社設立などによる開発を行う

なお、この切り離しに際してネット上で「広告収入を供与しているGoogleがGmailとの競合を理由に圧力をかけたのではないか」という噂が流れたが、ベイカーはこれを否定した。
その後、Mozillaファウンデーションは2011年4月に、Thunderbirdの開発チームをMozilla Labsに統合すると発表した。
Mozillaは2017年5月9日、引き続きMozilla FoundationがThunderbirdを支援するが、運用面ではMozilla Corporationから分離させていく方針を明らかにした。Software Freedom ConservancyやThe Document Foundationへの移管も検討されていたが、当面の間はMozillaに留まることになった。将来的には、ThunderbirdのプロジェクトはMozillaから独立することになる。
2020年1月28日、ThunderbirdがMozilla Foundationの子会社MZLA Technologies Corporationに移管された。

## バージョンの変遷
Firefoxと並行してアップデートが行われるためバージョンの数字は同時期リリースのFirefoxに合わせられる。このため、2.0系列まではたびたびバージョンの数字が飛んでいた。3.0系列や3.1系列では同時期のFirefoxのバージョンとずれていたため（それぞれ3.5と3.6）数字が飛ぶことは無かったが、5.0以降は再びFirefoxに合わせられたため、4.0系列が跳ばされている。
なお、MozillaはFirefox 4以降、Firefoxのリリースサイクル（周期）を短縮すると発表した（詳細はMozilla Firefoxを参照）。これに伴い、Thunderbirdもリリースサイクルを短縮し、今後は6週間ごとに定期的なアップデートを行っていく予定。
Firefoxと同様、正式版の他に、ベータ版 (Thunderbird)・オーロラ版（Earlybird）・ナイトリー版（Daily）の3種類のエディションがリリースされている。ベータ版は原則毎週、オーロラ版とナイトリー版は毎日更新される。
2012年7月、Thunderbirdの主要開発チームは不具合の修正に専念する計画が発表され、新機能の追加はコミュニティが行うこととなった。

### 1.0系列
Firefoxの対応するバージョンにおける修正とほぼ同じである。Geckoエンジンのバージョンは1.7.x。
| バージョン | リリース日                       | 備考                                                                                |
| ---------- | -------------------------------- | ----------------------------------------------------------------------------------- |
| 1.0        | 2004年12月6日 （日本語版は24日） | 最初の正式リリース                                                                  |
| 1.0.2      | 2005年3月15日                    | GIF画像の処理におけるヒープオーバーフロー等を修正                                   |
| 1.0.5      | 2005年7月12日                    | JavaScript無効時にも XBL スクリプトが実行される脆弱性等の修正。英語版のみリリース。 |
| 1.0.6      | 2005年7月19日                    | 1.0.5 における拡張機能関連 API の不具合の解消                                       |
| 1.0.7      | 2005年9月29日                    | ヘルプが「Not Found」になる問題等の修正                                             |
| 1.0.8      | 2006年4月21日                    | 安定性の向上、セキュリティフィックス。1.0系列の最終アップデート。                   |

### 1.5系列
Firefoxと同様、もともとは1.1としてリリースされる予定だったものが1.5として改められた。Geckoエンジンのバージョンは1.8.0.x。
| バージョン | リリース日     | 備考 |
| ---------- | -------------- | --- |
| 1.5        | 2006年1月11日  | 正式リリース |
| 1.5.0.2    | 2006年4月21日  | 安定性の向上、セキュリティフィックス |
| 1.5.0.4    | 2006年6月1日   | Intel Macへの正式対応。安定性の向上、セキュリティフィックス。Firefox 1.5.0.4と同時リリース。                                                          |
| 1.5.0.5    | 2006年7月27日  | 安定性の向上、セキュリティフィックス。Firefox 1.5.0.5と同時リリース。                                                                                 |
| 1.5.0.7    | 2006年9月14日  | 安定性の向上、セキュリティフィックス。Firefox 1.5.0.7と同時リリース。                                                                                 |
| 1.5.0.8    | 2006年11月7日  | 安定性の向上、セキュリティフィックス。Firefox 1.5.0.8と同時リリース。                                                                                 |
| 1.5.0.9    | 2006年12月19日 | 安定性の向上、セキュリティフィックス。Firefox 1.5.0.9と同時リリース。                                                                                 |
| 1.5.0.10   | 2007年3月1日   | 安定性の向上、SSL 2 の処理に関するバッファオーバーフロー等の修正。                                                                                    |
| 1.5.0.12   | 2007年5月30日  | 安定性の向上、APOP認証に関する脆弱性などの修正。 |
| 1.5.0.13   | 2007年8月23日  | 2.0.0.5、2.0.0.6と同等の修正。 |
| 1.5.0.14   | 2007年12月19日 | FirefoxとInternet Explorerの相互作用で発生する深刻な脆弱性を修正、およびメモリ破損でクラッシュが起きる不具合を修正。また、1.5系列の最終アップデート。 |

### 2.0系列
2010年6月までセキュリティアップデートが提供された。Geckoのバージョンは1.8.1.x。
| バージョン | リリース日     | 備考 |
| ---------- | -------------- | --- |
| 2.0.0.0    | 2007年4月18日  | 正式リリース。Geckoのバージョンは1.8.1.3。正式版公開は2007年第一四半期を予定していたが、Firefoxの予期せぬセキュリティフィックス作業に伴い延期となり、4月にずれ込んだ。 |
| 2.0.0.4    | 2007年5月30日  | 安定性の向上、APOP認証に関する脆弱性などの修正。Geckoのバージョンは1.8.1.4。                                                                                           |
| 2.0.0.5    | 2007年7月19日  | IE経由でのURLハンドラを悪用した脆弱性の修正。メモリ破損に関連した脆弱性の修正。朝鮮語版のリリース。                                                                    |
| 2.0.0.6    | 2007年8月1日   | 外部プログラムに渡されるURIがエスケープされていない問題の修正。セキュリティフィックス。                                                                                |
| 2.0.0.9    | 2007年11月15日 | メッセージ作成ウインドウを開いたときにクラッシュする不具合の修正等。セキュリティフィックス。                                                                           |
| 2.0.0.12   | 2008年2月27日  | 外部MIMEボディ内のヒープバッファオーバーフローの修正等。セキュリティフィックス。                                                                                       |
| 2.0.0.14   | 2008年5月2日   | 「JavaScriptの特権昇格と任意のコード実行」の修正等。セキュリティフィックス。                                                                                           |
| 2.0.0.16   | 2008年7月23日  | 「CSS参照カウンタのオーバーフローによるリモートコード実行」の修正等。セキュリティフィックス。                                                                          |
| 2.0.0.17   | 2008年9月26日  | 「UTF-8 URL スタックバッファオーバーフロー」等、最高2件を含む7件の修正。セキュリティフィックス。                                                                       |
| 2.0.0.18   | 2008年11月20日 | 「Canvasと HTTP リダイレクトを通じた画像の読み取り」等7件の修正。セキュリティフィックス。                                                                              |
| 2.0.0.19   | 2008年12月31日 | 「loadBindingDocumentを通じた情報の読み取り」等7件の修正。セキュリティフィックス。                                                                                     |
| 2.0.0.21   | 2009年3月19日  | 「メモリ安全性の問題を修正するための PNG ライブラリの更新」等5件の修正。セキュリティフィックス。                                                                       |
| 2.0.0.22   | 2009年6月22日  | 「text/enhancedパートを含むmultipart/alternativeメッセージを表示したときのクラッシュ」等7件の修正。セキュリティフィックス。                                            |
| 2.0.0.23   | 2009年8月20日  | 「証明書の正規表現パースにおけるヒープオーバーフロー」等2件の修正。セキュリティフィックス。                                                                            |
| 2.0.0.24   | 2010年3月16日  | 「潜在的に悪用可能なクラッシュ修正の旧版ブランチへの移植」等5件の修正。セキュリティフィックス。2.0.0.x 系の最後のセキュリティアップデート。                            |

### 3.0系列
コードネームはShredder（シュレッダー）。Geckoエンジンのバージョンは1.9.1.x。検索エンジン「Gloda」による検索機能の強化やタブ表示などのインターフェイスの変更が行われた。2010年12月サポート終了。
追加された主な機能として、以下のものがある。
メッセージアーカイブ機能
選択したメッセージを年別のアーカイブフォルダへ移動して、まとめて保管できる。
自動メールアカウント設定機能
名前とメールアドレス、パスワードの入力のみで、Mozillaの保有するプロバイダデータベースを参照し、自動的にサーバ関連（POPやSMTPサーバ名、ポート番号など）の設定が行われ、メールを送受信する設定が完了する。プロバイダデータベースに登録されていない場合も、ポートスキャンにより自動設定を試みる。
| バージョン | リリース日     | 備考 |
| ---------- | -------------- | --- |
| 3.0        | 2009年12月8日  | 正式リリース。Geckoのバージョンは1.9.1.5。 |
| 3.0.1      | 2010年1月20日  | セキュリティフィックスとインターフェイスの若干の見直し。添付ファイルの取り扱いに対する不具合の修正。Geckoのバージョンは1.9.1.7。 |
| 3.0.2      | 2010年2月25日  | 安定性とセキュリティの強化。Thunderbird 2からThunderbird 3へのアップグレードに関する修正。IMAPに関するいくつかの修正。Geckoのバージョンは1.9.1.8。 |
| 3.0.3      | 2010年3月1日   | Thunderbird 3.0.2 へ更新を行った後、場合によって一部メールフォルダが表示されない、あるいはフォルダペインが空欄になってしまう問題の修正。Geckoのバージョンは1.9.1.8のまま。                                                                                |
| 3.0.4      | 2010年3月30日  | 安定性とセキュリティの強化。ユーザインタフェースに関するいくつかの修正。Geckoのバージョンは1.9.1.9。 |
| 3.0.5      | 2010年6月17日  | 安定性とセキュリティの強化。ユーザインタフェースに関するいくつかの修正。メッセージの索引付けと、ネットワーク上に保存されているプロファイルへのアクセスにかかるパフォーマンス向上。Mac OS Xでの未読メッセージ通知の表示改善。Geckoのバージョンは1.9.1.10。 |
| 3.0.6      | 2010年7月21日  | 安定性とセキュリティの強化。Geckoのバージョンは1.9.1.11。 |
| 3.0.7      | 2010年9月8日   | 安定性とセキュリティの強化。Geckoのバージョンは1.9.1.12。 |
| 3.0.8      | 2010年9月16日  | 安定性の強化。Geckoのバージョンは1.9.1.12のまま。 |
| 3.0.9      | 2010年10月19日 | 安定性とセキュリティの強化。Geckoのバージョンは1.9.1.14。 |
| 3.0.10     | 2010年10月27日 | 重大なセキュリティ問題1件の修正。Geckoのバージョンは1.9.1.15。 |
| 3.0.11     | 2010年12月9日  | 安定性とセキュリティの強化。Geckoのバージョンは1.9.1.16。3.0.x系の最後のセキュリティアップデート。 |

### 3.1系列
コードネームはLanikai（ラニカイ）。バージョン3.0と比べ、メッセージの索引作成を高速化、直感的な検索が可能なクイックフィルタツールバーを搭載するなどの改良を行った。Firefoxではバージョンが当初の3.1から3.5に変更されたが、Thunderbirdでは変更されず正式に3.1としてリリースされた。Geckoエンジンのバージョンは1.9.2.x。2012年4月サポート終了。
| バージョン | リリース日     | 備考 |
| ---------- | -------------- | --- |
| 3.1        | 2010年6月24日  | 正式リリース。Geckoのバージョンは1.9.2.4。 |
| 3.1.1      | 2010年7月21日  | 安定性とセキュリティの強化。ユーザインタフェースに関するいくつかの修正。Geckoのバージョンは1.9.2.7。 |
| 3.1.2      | 2010年8月6日   | 安定性の強化とユーザインタフェースに関するいくつかの修正。Geckoのバージョンは1.9.2.8。 |
| 3.1.3      | 2010年9月8日   | 安定性とセキュリティの強化。ユーザインタフェースに関するいくつかの修正。Geckoのバージョンは1.9.2.9。 |
| 3.1.4      | 2010年9月16日  | 安定性の強化とユーザインタフェースに関するいくつかの修正。Geckoのバージョンは1.9.2.9のまま。 |
| 3.1.5      | 2010年10月19日 | 安定性の強化とユーザインタフェースに関するいくつかの修正。Geckoのバージョンは1.9.2.11。 |
| 3.1.6      | 2010年10月27日 | 重大なセキュリティ問題1件の修正。Geckoのバージョンは1.9.2.12。 |
| 3.1.7      | 2010年12月9日  | パフォーマンスと安定性、安全性を改善するいくつかの修正。ローカルに保存されている巨大なフォルダやファイルの処理を改善するいくつかの修正。IMAPメールボックスのローカルコピーが破損する状況を防ぐいくつかの修正。Geckoのバージョンは1.9.2.13。 |
| 3.1.8      | 2011年3月1日   | 安定性とセキュリティの強化。Geckoのバージョンは1.9.2.14。 |
| 3.1.9      | 2011年3月4日   | 3.1.8 で一部のユーザに影響していた、更新後のクラッシュを修正。 |
| 3.1.10     | 2011年4月28日  | 2件のセキュリティ問題を修正。Geckoのバージョンは1.9.2.17。 |
| 3.1.11     | 2011年6月21日  | 6件のセキュリティ問題を修正。バグ22個修正。Geckoのバージョンは1.9.2.18。 |
| 3.1.12     | 2011年8月16日  | 1件のセキュリティ問題を修正。Geckoのバージョンは1.9.2.20。 |
| 3.1.13     | 2011年8月30日  | 不正なSSL証明書に関する問題を修正。 |
| 3.1.14     | 2011年9月6日   | 証明書の信頼例外を削除。 |
| 3.1.15     | 2011年9月27日  | 安定性とセキュリティの強化。 |
| 3.1.16     | 2011年11月8日  | 安定性とセキュリティの強化。 |
| 3.1.17     | 2011年12月20日 | セキュリティの強化。 |
| 3.1.18     | 2012年1月31日  | パフォーマンス・安定性・安全性の改善。 |
| 3.1.19     | 2012年2月16日  | 1件のセキュリティ問題の修正。 |
| 3.1.20     | 2012年3月13日  | いくつかのセキュリティ問題の修正。3.1.x系の最後のセキュリティアップデート。 |

### 5.0 - 16.0系列
バージョン5.0以降はリリースサイクルが短縮され、6週間間隔（5.0と6.0の間は例外的に8週間）で新バージョンがリリースされるようになった。後述の法人ユーザー向けの延長サポート版を除き、最新のバージョンがリリースされた時点で前のバージョンのサポートは終了する。Firefoxと同じく、Geckoのバージョンはバージョン番号と統一されている。
バージョン10.0以降は、高速リリース版に加え、法人ユーザー向けに延長サポート版 (ESR: Extended Support Release) も提供される。ESR は7バージョンごとにリリースされ、セキュリティ・安定性の問題を修正するアップデートが54週間提供される。
| バージョン         | リリース日     | 備考 |
| ------------------ | -------------- | --- |
| 5.0                | 2011年6月28日  | 起動時間の短縮、操作の応答性向上、新しいアドオンマネージャの導入、タブをドラッグ・アンド・ドロップで並べ替えたり、他のウィンドウへ移動できるようにするなどの改良を行った。当初はバージョン3.3として開発されていた。                                                                                           |
| 6.0                | 2011年8月16日  | Windows 7のジャンプリストへの対応、ユーザーインターフェースの改良。 |
| 6.0.1              | 2011年8月30日  | 不正なSSL証明書に関する問題を修正。 |
| 6.0.2              | 2011年9月6日   | 証明書の信頼例外を削除。 |
| 7.0                | 2011年9月27日  | UIの改良、添付ファイル処理の修正、アドレス帳のバックエンドの改良、複数のメールの要約を印刷する機能を追加。 |
| 7.0.1              | 2011年9月30日  | 一部のアドオンが表示されなくなる問題を修正。 |
| 8.0                | 2011年11月8日  | アドオン管理機能の強化、検索機能のキーボードショートカットの変更、添付ファイル一覧のアクセシビリティの改善、フォルダペイン切り替えボタンを削除。 |
| 9.0                | 2011年12月20日 | パフォーマンスデータをMozillaに送信するオプトインを追加、メッセージ編集ウィンドウとアドレス帳ウィンドウがPersonasに対応、添付ファイルのキーボード処理を改善、Windows版でメニューバーを ⎇ Altキーで隠せるようになった。                                                                                        |
| 9.0.1              | 2011年12月23日 | Windows 2000、XPで起動しないことがある問題を修正。 |
| 10.0、ESR 10.0     | 2012年1月31日  | ウェブ検索機能の追加、メッセージ検索機能の改良、メッセージの下書き機能に関する問題の修正。ESRはバージョン19.0のリリース時までサポートされる予定。 |
| 10.0.1、ESR 10.0.1 | 2012年2月12日  | 安定性とセキュリティの強化。 |
| 10.0.2、ESR 10.0.2 | 2012年2月16日  | 1件のセキュリティ問題の修正。 |
| ESR 10.0.3         | 2012年3月13日  | いくつかのセキュリティ問題、添付ファイルの表示に関する問題、および不正なURLを含む署名付きのメッセージを編集した場合に生じる問題の修正。 |
| ESR 10.0.4         | 2012年4月24日  | いくつかのセキュリティ問題を修正、オフラインモード時、MAPIを通じて送信されたメッセージを送信済みトレイに正しく保存するようになる、言語パックがESRの全バージョンに対応。 |
| ESR 10.0.5         | 2012年6月5日   | いくつかのセキュリティ問題を修正、相互運用性を向上させるため MAPI インタフェースに MAPIResolveName API を追加。 |
| ESR 10.0.6         | 2012年7月17日  | いくつかのセキュリティ問題を修正。 |
| ESR 10.0.7         | 2012年8月28日  | いくつかのセキュリティ問題を修正。 |
| ESR 10.0.8         | 2012年10月9日  | いくつかのセキュリティ問題を修正。 |
| ESR 10.0.9         | 2012年10月12日 | いくつかのセキュリティ問題を修正。 |
| ESR 10.0.10        | 2012年10月29日 | いくつかのセキュリティ問題を修正。 |
| ESR 10.0.11        | 2012年11月20日 | いくつかのセキュリティ問題を修正。 |
| ESR 10.0.12        | 2013年1月8日   | いくつかのセキュリティ問題を修正。 |
| 11.0               | 2012年3月13日  | タブをメニューバーの上に移動、Growl 1.3 以降で通知が表示されない問題を修正。 |
| 11.0.1             | 2012年3月28日  | IMAPアカウント上のメッセージを処理する際にハングを引き起こす可能性のある問題とメッセージを特定のフォルダへ移動させるフィルタが誤って変更されてしまう問題を修正。 |
| 12.0               | 2012年4月24日  | グローバル検索の結果のメッセージの抜粋を表示する機能の追加、RSSフィードの購読と処理を改善、様々な形式のローカルメールストレージを提供するアドオンに対応。 |
| 12.0.1             | 2012年4月30日  | POP3アカウントの新着メッセージ通知とメッセージフィルタに関するいくつかの問題、起動時のクラッシュ、およびMovemail使用時にメッセージ本文が読み込まれない問題を修正。 |
| 13.0               | 2012年6月5日   | オンラインストレージサービスへのファイルアップロード機能、Gandi、Hoverのメールアドレスを取得できる機能を追加。このバージョンよりWindows XP SP2 以降のみに対応する。 |
| 13.0.1             | 2012年6月15日  | YouSendItへアップロードしたファイルへのリンクが1週間以降期限切れにならない問題、パスワードを変更していないにもかかわらずネットワークエラー発生時にパスワードの再入力を求められる場合がある問題、Linuxでインストールディレクトリ以外から起動できない場合がある問題、安定性と表示に関するいくつかの問題を修正。 |
| 14.0               | 2012年7月17日  | 様々なバグ修正とパフォーマンスの向上、いくつかのセキュリティ問題を修正。 |
| 15.0               | 2012年8月28日  | チャット機能に対応（IRC、Twitter等）、Do Not Trackが有効に、FilelinkのオンラインストレージサービスUbuntu One追加、新しいテーマデザインAustralisを採用しタブやツールバーなどのインターフェイスを刷新。 |
| 15.0.1             | 2012年9月10日  | メッセージの検索や転送を行ったときにクラッシュする安定性の問題を修正。編集画面で検索・置換など一部の機能が正しく動作しない問題を修正。 |
| 16.0               | 2012年10月9日  | Filelinkのオンラインストレージサービス box.comを追加、サイレントバックグラウンドアップデートに対応。 |
| 16.0.1             | 2012年10月11日 | 悪意のあるサイトにアクセスした際に履歴情報が漏洩する脆弱性を修正。 |
| 16.0.2             | 2012年10月29日 | セキュリティ問題（Locationオブジェクトの悪用）を修正。IMAPアカウントでメールをダウンロードし続けることがある問題を修正。 |

### 17.0系列
開発計画の変更により、新バージョンの短期的なリリースを止め、不具合やセキュリティ問題の修正に専念していくことが決定された。Thunderbird 17.0 系列のリリース版は、Firefox ESR 17.0系列相当の内容となった。
| バージョン         | リリース日     | 備考 |
| ------------------ | -------------- | --- |
| 17.0、ESR 17.0     | 2012年11月20日 | 新しいメニューボタンが画面右上側（デフォルトで「検索バー」の隣）に追加された（「≡」のアイコン）。タブがタイトルバーの場所へ移動（Windowsのみ）。 |
| 17.0.2、ESR 17.0.2 | 2013年1月8日   | いくつかのセキュリティ問題を修正。Windowsでウィンドウを閉じるボタンを押したとき、アプリケーション全体を終了するのではなく、そのウィンドウ1つだけを閉じるようにした。フィルタ処理の後でローカルフォルダがまれに破損する問題が修正。オフラインモードの使用中にIMAPフォルダに保存した草稿が削除されてしまう問題が修正。 |
| 17.0.3、ESR 17.0.3 | 2013年2月19日  | いくつかのセキュリティ問題を修正。メール編集ウィンドウで添付ファイルをキーボード操作では削除できないことがあった問題を修正。 |
| 17.0.4、ESR 17.0.4 | 2013年3月11日  | HTML エディタのメモリ解放後、その領域を利用して任意のコードが実行できる脆弱性を修正。 |
| 17.0.5、ESR 17.0.5 | 2013年4月2日   | いくつかのセキュリティ問題を修正。メールの編集時のフォントサイズ変更が簡単に。 |
| 17.0.6、ESR 17.0.6 | 2013年5月14日  | いくつかのセキュリティ問題を修正。Twitter APIを1.1へ変更。 |
| 17.0.7、ESR 17.0.7 | 2013年6月25日  | いくつかのセキュリティ問題（8件）を修正。 |
| 17.0.8、ESR 17.0.8 | 2013年8月6日   | いくつかのセキュリティ問題（8件）を修正。 |
| ESR 17.0.9         | 2013年9月17日  | いくつかのセキュリティ問題（9件）を修正。 |
| ESR 17.0.10        | 2013年10月29日 | いくつかのセキュリティ問題を修正。 |
| ESR 17.0.11        | 2013年11月19日 | いくつかのセキュリティ問題を修正。 |

### 24系列
Thunderbird 17.0系列に続くメジャーバージョンアップ。通常版とESR版が統合された。
Thunderbird 24系列のリリース版は、Firefox ESR 24系列相当の内容となった。Thunderbird 18.0から23.0は、ベータ版までの公開で、リリース版は公開されなかった。
| バージョン | リリース日     | 備考 |
| ---------- | -------------- | --- |
| 24.0       | 2013年9月17日  | メールをスレッド単位で無視できるようになった。IDNに基づくメールアドレスにメールを送れるようになった。編集ウィンドウでのズーム機能の実装。編集ウィンドウでの Ctrl + +、⌘ Cmd + +、Ctrl + -、⌘ Cmd + -の振る舞いの変更。Twitterにおいてツイートへの返信がすべてのユーザに対して送られるようになった。フィルタリストダイアログの操作性の向上。チャットで言及されたユーザの名前がハイライトされるようになった。IRCでの長いメッセージが分割されて送信され、省略されなくなった。セキュリティ修正（13件）。 |
| 24.0.1     | 2013年10月11日 | メール編集時のスペルチェック機能をオフにできない不具合を修正。ニュースグループ購読ダイアログ表示時にクラッシュする場合がある不具合を修正。表示色のコントラストに関する問題を修正。 |
| 24.1.0     | 2013年10月29日 | 署名が可読性を失うほど白に近い灰色で表示される問題を修正。メールに返信時に、自動 CC が動作しない場合がある問題を修正。セキュリティ修正（9件）。 |
| 24.1.1     | 2013年11月19日 | セキュリティ修正（1件）。 |
| 24.2.0     | 2013年12月10日 | 複数の署名がついた長いメールを読めなくなる場合がある不具合を修正。ローカルフォルダが標準と異なる場所に設定されている場合、アカウント情報を編集できなくなる場合がある不具合を修正。セキュリティ修正（9件）。 |
| 24.3.0     | 2014年2月4日   | reply-to ヘッダの取り扱いを修正。セキュリティ修正（7件）。 |
| 24.4.0     | 2014年3月18日  | 返信時の BCC の取り扱いを修正。セキュリティ修正（10件）。 |
| 24.5.0     | 2014年4月29日  | セキュリティ修正（8件）。 |
| 24.6.0     | 2014年6月10日  | セキュリティ修正（3件）。 |
| 24.7.0     | 2014年7月22日  | セキュリティ修正（6件）。 |
| 24.8.0     | 2014年9月2日   | セキュリティ修正（2件）。 |
| 24.8.1     | 2014年9月24日  | セキュリティ修正（1件）。 |

### 31系列
Thunderbird 24.0系列に続くメジャーバージョンアップ。次のメジャーバージョンアップは、Thunderbird 38の予定。
Thunderbird 31系列のリリース版は、Firefox ESR 31系列相当の内容となる。Thunderbird 25.0から30.0は、ベータ版までの公開で、リリース版は公開されなかった。
| バージョン | リリース日     | 備考 |
| ---------- | -------------- | --- |
| 31.0       | 2014年7月22日  | 名前もしくはメールアドレスの一部を入力することで、補完が利用できるようになった。ニュースグループへのメール作成時にニュースグループ名が補完されるようになった。NTLMv2以前の安全でないNTLM認証が利用できなくなった。セキュリティ修正（10件）。                                                    |
| 31.1.0     | 2014年9月2日   | サイズの大きいアドレス帳に対する補完の性能を向上。いくつかの種類のIMAPサーバ上でフォルダ検索が遅くなる問題を修正。タイトルバーやツールバーにおける、テーマに関するいくつかの問題を修正。セキュリティ修正（5件）。                                                                               |
| 31.1.1     | 2014年9月9日   | メーリングリストの自動補完に関する問題を修正。起動時にクラッシュすることがある問題を修正。 |
| 31.1.2     | 2014年9月24日  | HTMLメールでアンカーリンクが機能しない問題を修正。セキュリティ修正（1件）。 |
| 31.2.0     | 2014年10月14日 | 同一の名前を持つカードが連絡帳内にある場合、メールが誤送信されることがある不具合を修正。セキュリティ修正（6件）。 |
| 31.3.0     | 2014年12月1日  | アドレスリストの編集中に、LDAPの自動補完が終了し空白のエントリーができることがある不具合を修正。チャンネルから離れる際に、チャンネルの参加者が表示から削除されない不具合を修正。標準のクライアントを設定するダイアログ中の「統合をスキップ」を認識しない不具合を修正。セキュリティ修正（6件）。 |
| 31.4.0     | 2015年1月13日  | 日本語環境のOS X版における問題点を修正。Thunderbird内で拡張をインストールする場合、拡張をファイルとしてダウンロードしインストールする必要がなくなった。セキュリティ修正（3件）。 |
| 31.5.0     | 2015年2月24日  | セキュリティ修正（5件）。 |
| 31.6.0     | 2015年3月31日  | セキュリティ修正（5件）。 |
| 31.7.0     | 2015年5月12日  | セキュリティ修正（6件）。 |

### 38系列
Thunderbird 31.0系列に続くメジャーバージョンアップ。次のメジャーバージョンアップは、Thunderbird 45の予定。
Thunderbird 38系列のリリース版は、Firefox ESR 38系列相当の内容となる。Thunderbird 32.0から38.0は、ベータ版までの公開で、リリース版は公開されなかった。
| バージョン | リリース日     | 備考 |
| ---------- | -------------- | --- |
| 38.0.1     | 2015年6月11日  | Gmailの認証にOAuth2を利用可能になった。Lightningを同梱。ほか |
| 38.1.0     | 2015年7月9日   | プレーンテキストエディタにコピー&ペーストをすると、引用された文から新しい行が消えることがある不具合を修正。Newsgroups: 以降のグループの区切り文字がカンマではなく、カンマ + 空白文字だったことによる、クロスポストできない不具合を修正。Exchangeサーバ経由でメールを送ることができない不具合を修正 (NTLM)。GB2312エンコードされた漢字が表示されない不具合を修正。接続するサーバにimap.gmail.comもしくはsmtp.gmail.comと指定した場合、GMailのOAuth2認証が動作しない不具合を修正                                            |
| 38.2.0     | 2015年8月14日  | クラッシュを避けるため、ハードウェアアクセラレーションが標準ではオフになったほか、いくつかのバグを修正。いくつかの理由により、maildirをUIから設定できなくなった |
| 38.3.0     | 2015年9月29日  | 今回は安定性の向上がメインで、脆弱性の修正はない。保存した添付ファイルなどのダウンロード履歴を表示する［保存したファイル］タブにフィルター機能が追加。［保存したファイル］タブの右上にあるテキストボックスにキーワードを入力すると、名前がそれにマッチするファイルだけが絞り込み表示される。また、ダウンロード履歴を全て削除する［ログを消去］ボタンも追加されている。その他にも、Maildir形式のメールにフィルターを適用するとクラッシュする不具合や、長い参照ヘッダーをもつメールが正しく復号されない問題なども解消した。 |
| 38.4.0     | 2015年11月23日 | maildir形式のフォルダからmbox形式のフォルダへ複数のメールの移動に失敗する問題を修正 |
| 38.5.0     | 2015年12月23日 | アドレス帳サイドバーにおいて、直近に選択したアドレス帳を記憶するようになった。Microsoftの新しい署名要件に合わせるため、SHA-256で署名された証明書へ切り替えるための準備（Windows版） |
| 38.5.1     | 2016年1月7日   | Microsoftの新しい署名要件に合わせるため、SHA-256で署名された証明書を使用するようになった（Windows版） |
| 38.6.0     | 2016年2月16日  | ローミングプロファイルを使用していると、Thunderbirdの更新後にメッセージが表示されなくなる問題を修正 (Lightningの更新に関連、Windows版)。選択したフォルダ以外にもフィルタが動作する問題を修正 |
| 38.7.0     | 2016年3月14日  | セキュリティ修正 |
| 38.7.1     | 2016年3月25日  | Graphiteライブラリの無効化 |
| 38.7.2     | 2016年4月4日   | Graphiteライブラリの無効化 |
| 38.8.0     | 2016年5月4日   | セキュリティ修正 |

### 45系列
Thunderbird 38.0系列に続くメジャーバージョンアップ。次のメジャーバージョンアップは、Thunderbird 52の予定。
Thunderbird 45系列のリリース版は、Firefox ESR 45系列相当の内容となる。Thunderbird40.0から44.0は、ベータ版までの公開で、リリース版は公開されなかった。
| バージョン | リリース日    | 備考                                      |
| ---------- | ------------- | ----------------------------------------- |
| 45.0       | 2016年4月12日 | XMPP関連の改善、OpenStreetMapの採用。ほか |
| 45.1.0     | 2016年5月11日 | 複数のバグ修正                            |
| 45.1.1     | 2016年5月31日 | 複数のバグ修正                            |
| 45.2.0     | 2016年6月30日 | 複数のバグ修正                            |
| 45.3.0     | 2016年8月30日 | 複数のバグ修正                            |

### 52系列
Thunderbird 45.0系列に続くメジャーバージョンアップ。
Thunderbird 52系列のリリース版は、Firefox ESR 52系列相当の内容となる。Thunderbird 46.0から51.0は、ベータ版までの公開で、リリース版は公開されなかった。
| バージョン | リリース日     | 備考                                     |
| ---------- | -------------- | ---------------------------------------- |
| 52.0       | 2017年4月4日   |                                          |
| 52.0.1     | 2017年4月14日  | 複数のバグ修正                           |
| 52.1.0     | 2017年4月30日  | 複数のバグ修正と、21件のセキュリティ修正 |
| 52.1.1     | 2017年5月15日  | 複数のバグ修正                           |
| 52.2.0     | 2017年6月14日  | 複数のバグ修正と、21件のセキュリティ修正 |
| 52.3.0     | 2017年8月16日  | 複数のバグ修正と、16件のセキュリティ修正 |
| 52.4.0     | 2017年10月6日  | 複数のバグ修正と、9件のセキュリティ修正  |
| 52.5.0     | 2017年11月23日 | 複数のバグ修正と、3件のセキュリティ修正  |
| 52.6.0     | 2018年1月25日  | 複数のバグ修正と、32件のセキュリティ修正 |
| 52.7.0     | 2018年3月23日  | 複数のバグ修正と、6件のセキュリティ修正  |
| 52.8.0     | 2018年5月18日  | 複数のバグ修正と、13件のセキュリティ修正 |
| 52.9.0     | 2018年7月3日   | 複数のバグ修正と、12件のセキュリティ修正 |

### 60系列
52系列に続くメジャーバージョンアップ。WebExtensionが有効化されたため、旧式のアドオンは使用できなくなった。また、RustをベースとしたMozillaの最新技術を利用するようになった。
| バージョン | リリース日      | 備考 |
| ---------- | --------------- | --- |
| 60.0       | 2018年8月6日    | 正式リリース 新機能が19件、変更が19件、セキュリティ修正が14件                                                                            |
| 60.2.1     | 2018年10月2日   | 無効化されていた自動更新が再開。他、変更が2件、修正が9件                                                                                 |
| 60.3.0     | 2018年10月31日  | 変更が9件、セキュリティ修正が5件 |
| 60.3.1     | 2018年11月15日  | Cookieの削除ができない問題の修正。他、5件の修正                                                                                          |
| 60.3.2     | 2018年11月30日  | 特定の環境において、macOS上のThunderbirdがいわゆるAppleDoubleフォーマットと呼ばれる添付ファイルを送信してしまう問題の修正。他、7件の修正 |
| 60.3.3     | 2018年12月5日   | 3件の修正 |
| 60.4.0     | 2018年12月20日  | FileLink APIの実装。他、2件の修正、6件のセキュリティ修正                                                                                 |
| 60.5.0     | 2019年1月29日   | 新機能が5件、修正が2件、セキュリティ修正が4件                                                                                            |
| 60.5.1     | 2019年2月14日   | 一部のサーバーでCalDavのアクセスが機能しない問題の修正。他、4件の修正                                                                    |
| 60.5.2     | 2019年2月25日   | 3件の修正 |
| 60.5.3     | 2019年3月5日    | 1件の修正 |
| 60.6.0     | 2019年3 月20 日 | 10件のセキュリティ修正 |
| 60.6.1     | 2019年3月25日   | 2件のセキュリティ修正 |
| 60.7.0     | 2019年5月21日   | 1件の変更点、16件のセキュリティ修正 |
| 60.7.1     | 2019年6月13日   | S/MIME署名を行うときに、スマートカードのPIN入力のためのプロンプトが表示されない問題の修正および、4件のセキュリティ修正                   |
| 60.7.2     | 2019年6月20日   | 2件のセキュリティ修正 |
| 60.8.0     | 2019年7月9日    | 予定の時間の編集における、英語以外のロケールでの午前/午後の設定に関する問題の修正および、10件のセキュリティ修正                          |
| 60.9.0     | 2019年9月6日    | Office 365のExchangeアカウントへの接続                                                                                                   |
| 60.9.1     | 2019年11月5日   | OAuth2に関する問題の修正 |

### 68系列
2019年8月27日にリリース
- アカウントの全フォルダーを既読にできるようになった
- フィルターを定期的に実行できるようになった
- Yandex での OAuth2 認証のサポート
- IMAPプロトコルでのTCP Keep-Aliveをサポート

| バージョン | リリース日     | 備考 |
| ---------- | -------------- | --- |
| 68.0       | 2019年8月27日  | 正式リリース |
| 68.1.0     | 2019年9月11日  | 複数の修正と、7件のセキュリティ修正 |
| 68.1.1     | 2019年9月25日  | IMAP メッセージの添付ファイルに関する問題や、メーリングリストの編集が機能しない問題など複数の修正および、1件のセキュリティ修正                         |
| 68.1.2     | 2019年10月10日 | CSVからのアドレス帳のインポートに関する問題など複数の修正                                                                                              |
| 68.2.0     | 2019年10月22日 | アドオンからメッセージの表示と検索を行うためのAPIが追加された。9件のセキュリティ修正                                                                   |
| 68.2.1     | 2019年10月31日 | 表示言語を詳細設定から選択できるようになった |
| 68.2.2     | 2019年11月7日  | 64ビット版のThunderbirdをバージョン60から68にアップグレードすると、新しいプロファイルが作成されてしまう問題の修正                                      |
| 68.3.0     | 2019年12月3日  | アドオン検索から開かれたタブなど、コンテンツタブ内でナビゲーションボタンを利用可能になった。8件のセキュリティ修正                                      |
| 68.3.1     | 2019年12月16日 | 2件の変更と、5件の修正 |
| 68.4.1     | 2020年1月9日   | 特定の環境で、ファイル名に空白を含む添付ファイルを開くことができない問題など複数の修正1件の変更および、7件のセキュリティ修正。68.4.0はスキップされた。 |
| 68.4.2     | 2020年1月24日  | タスクと予定のツリーの色が、ダークテーマに合うよう変更された。LDAP検索に失敗したS/MIME証明書の扱いに関する問題など複数の修正                           |
| 68.5.0     | 2020年2月11日  | POP3アカウントにおいてOAuth 2.0認証をサポート。7件のセキュリティ修正                                                                                   |
| 68.6.0     | 2020年3月12日  | 7件のセキュリティ修正 |
| 68.7.0     | 2020年4月8日   | 5件のセキュリティ修正 |
| 68.8.0     | 2020年5月5日   | 6件のセキュリティ修正 |
| 68.8.1     | 2020年5月22日  | 3件の修正 |
| 68.9.0     | 2020年6月3日   | 3件の修正、5件のセキュリティ修正 |
| 68.10.0    | 2020年7月1日   | 2件の修正、6件のセキュリティ修正 |
| 68.11.0    | 2020年7月30日  | 1件の修正、4件のセキュリティ修正 |
| 68.12.0    | 2020年8月25日  | 3件のセキュリティ修正 |
| 68.12.1    | 2020年10月1日  | 1件の変更 |

### 78系列
2020年7月17日にリリース
- 旧形式のアドオンのサポートを終了、MailExtensions形式のアドオンのみサポート。
- 上記に伴いEnigmailが使えなくなることから、OpenPGPのサポート。

| バージョン | リリース日     | 備考                                                                          |
| ---------- | -------------- | ----------------------------------------------------------------------------- |
| 78.0       | 2020年7月17日  | 正式リリース。OpenPGPの一部の実装(既定で無効)                                 |
| 78.0.1     | 2020年7月21日  | 11件の修正                                                                    |
| 78.1.0     | 2020年7月30日  | 1件の変更、7件の修正、10件のセキュリティ修正。OpenPGPの実装の完了(既定で無効) |
| 78.1.1     | 2020年8月6日   | 3件の変更、6件の修正                                                          |
| 78.2.0     | 2020年8月25日  | 5件の変更、22件の修正、3件のセキュリティ修正                                  |
| 78.2.1     | 2020年8月29日  | 2件の変更、2件の修正。OpenPGPが既定で有効化                                   |
| 78.2.2     | 2020年9月10日  | 3件の変更、12件の修正                                                         |
| 78.3.0     | 2020年9月24日  | 6件の変更、7件の修正、4件のセキュリティ修正                                   |
| 78.3.1     | 2020年9月26日  | 1件の修正                                                                     |
| 78.3.2     | 2020年10月7日  | 1件の変更、6件の修正                                                          |
| 78.3.3     | 2020年10月16日 | 4件の修正                                                                     |
| 78.4.0     | 2020年10月20日 | 3件の変更、8件の修正、2件のセキュリティ修正                                   |
| 78.4.1     | 2020年11月6日  | 9件の修正                                                                     |
| 78.4.2     | 2020年11月9日  | 1件のセキュリティ修正                                                         |
| 78.4.3     | 2020年11月11日 | 2件の修正                                                                     |
| 78.5.0     | 2020年11月17日 | 1件の変更、4件の修正、12件のセキュリティ修正                                  |
| 78.5.1     | 2020年12月2日  | 2件の変更、11件の修正、1件のセキュリティ修正                                  |
| 78.6.0     | 2020年12月15日 | 4件の変更、16件の修正、8件のセキュリティ修正                                  |
| 78.6.1     | 2021年1月11日  | 1件の変更、13件の修正、1件のセキュリティ修正                                  |
| 78.7.0     | 2021年1月26日  | 2件の変更、10件の修正、6件のセキュリティ修正                                  |
| 78.7.1     | 2021年2月5日   | 1件の変更、5件の修正                                                          |
| 78.8.0     | 2021年2月23日  | 7件の修正、4件のセキュリティ修正                                              |
| 78.8.1     | 2021年3月8日   | 14件の修正                                                                    |
| 78.9.0     | 2021年3月23日  | 10件の修正、5件のセキュリティ修正                                             |
| 78.9.1     | 2021年4月8日   | 2件の修正、3件のセキュリティ修正                                              |

### 91系列
2021年8月11日にリリース
- 新しいアカウント設定画面
- 添付のドラッグアンドドロップ
- UI Density Control
- カレンダーの改善
- より良いダークテーマ
- PDF Viewer
- Appleシリコンのネイティブサポート
- CardDAV形式アドレス帳のサポート
- 印刷UIの改良
- アカウント表示順の変更が可能に
- ダブルクリックによるICSファイルの登録

| バージョン | リリース日     | 備考 |
| ---------- | -------------- | --- |
| 91.0       | 2021年8月11日  | 正式リリース |
| 91.0.1     | 2021年8月17日  | 2件の修正 |
| 91.0.2     | 2021年8月23日  | 2件の追加、1件の変更、7件の修正。フィルター編集においてタグが色付けされて表示されるようになった。Windows版で未読メッセージ数のバッジをタスクバー上のアイコンに表示させない設定が追加された。 |
| 91.0.3     | 2021年8月26日  | 12件の修正 |
| 91.1.0     | 2021年9月7日   | 1件の変更、5件の修正 |
| 91.1.1     | 2021年9月16日  | 1件の追加、1件の変更、21件の修正。メニューに件名の暗号化を無効にする項目が追加された。 |
| 91.1.2     | 2021年9月28日  | 1件の変更、10件の修正 |
| 91.2.0     | 2021年10月7日  | 1件の変更、9件の修正 |
| 91.2.1     | 2021年10月21日 | 1件の追加、15件の修正。設定にRSSフィードの更新情報取得に失敗した際の自動停止の無効化機能を追加された。                                                                                       |
| 91.3.0     | 2021年11月3日  | 12件の修正 |
| 91.3.1     | 2021年11月15日 | 4件の変更、9件の修正 |
| 91.3.2     | 2021年11月19日 | 2件の変更、12件の修正 |
| 91.4.0     | 2021年12月7日  | 16件の修正 |
| 91.4.1     | 2021年12月17日 | 20件の修正 |
| 91.5.0     | 2022年1月11日  | 3件の修正 |
| 91.5.1     | 2022年1月24日  | 5件の修正 |
| 91.6.0     | 2022年2月8日   | 1件の追加、5件の修正。大きな添付ファイルを送信する際にFileLink機能の使用を促すようになった                                                                                                   |
| 91.6.1     | 2022年2月15日  | 1件の変更、3件の修正 |
| 91.6.2     | 2022年3月5日   | 2件の修正 |
| 91.7.0     | 2022年3月8日   | 1件の変更、5件の修正 |
| 91.8.0     | 2022年4月5日   | 1件の変更、8件の修正 |
| 91.8.1     | 2022年4月18日  | 6件の修正 |
| 91.9.0     | 2022年5月3日   | 1件の変更、5件の修正 |
| 91.9.1     | 2022年5月20日  | 1件の修正 |
| 91.10.0    | 2022年5月31日  | 2件の修正 |
| 91.11.0    | 2022年6月28日  | 3件の修正 |
| 91.12.0    | 2022年7月26日  | 1件の変更、2件の修正 |
| 91.13.0    | 2022年8月23日  | 1件の変更、1件の修正 |
| 91.13.1    | 2022年9月19日  | 1件の修正（Thunderbird 102.2.1で修正された重大なセキュリティ問題のバックポート） |

### 102系列
2022年6月20日にリリース
- メッセージヘッダーの再設計
- 新しいアドレス帳
- 新しいインポート・エクスポートウィザード
- 新しいスペースツールバー
- Matrixチャットプロトコルのサポート
- 新しいアイコンとデフォルトのフォルダーカラー
- 電子メールアカウントなしでのThunderbirdの利用（例．RSSリーダーとしての利用）
- OpenPGPに関する多数の改良
- CalendarLocalパーサーのJavaScriptへの置き換え
- TodayペインのカレンダーUIの改良
- JavaScriptによるPOP3の実装
- アカウント設定をmacOSのアプリケーションメニューへ移動

| バージョン | リリース日     | 備考 |
| ---------- | -------------- | --- |
| 102.0      | 2022年6月29日  | 正式リリース |
| 102.0.1    | 2022年7月5日   | 10件の修正 |
| 102.0.2    | 2022年7月12日  | 1件の変更、15件の修正 |
| 102.0.3    | 2022年7月20日  | 1件の変更、11件の修正 |
| 102.1.0    | 2022年7月26日  | 6件の修正 |
| 102.1.1    | 2022年8月8日   | 1件の変更、31件の修正、3件の未解消 |
| 102.1.2    | 2022年8月9日   | 1件の修正、4件の未解消 |
| 102.2.0    | 2022年8月23日  | 1件の追加、5件の変更、15件の修正、2件の未解消。設定エディターにメッセージ編集画面での「OpenPGP エンドツーエンド暗号化が可能です」のリマインダーを非表示にする項目が追加された。                                                                       |
| 102.2.1    | 2022年9月1日   | 1件の追加、1件の変更、15件の修正、2件の未解消。Thunderbird起動時にカレンダー画面を表示させるコマンドライン引数が追加された。 |
| 102.2.2    | 2022年9月7日   | 1件の変更、7件の修正 |
| 102.3.0    | 2022年9月20日  | 2件の変更、17件の修正 |
| 102.3.1    | 2022年9月28日  | 2件の変更、5件の修正 |
| 102.3.2    | 2022年10月7日  | 1件の変更、15件の修正 |
| 102.3.3    | 2022年10月12日 | 1件の追加、2件の変更、6件の修正 |
| 102.4.0    | 2022年10月19日 | 1件の変更、11件の修正 |
| 102.4.1    | 2022年10月26日 | 1件の追加、9件の修正。vCard内の正しくない形式の日付を検知し、エラーとしてレポートする機能が追加された |
| 102.4.2    | 2022年11月4日  | 1件の変更、11件の修正 |
| 102.5.0    | 2022年11月15日 | 1件の変更、12件の修正 |
| 102.5.1    | 2022年12月1日  | 1件の変更、3件の修正 |
| 102.6.0    | 2022年12月13日 | 8件の修正 |
| 102.6.1    | 2022年12月20日 | 4件の修正 |
| 102.7.0    | 2023年1月19日  | 1件の追加、10件の修正、1件の未解消。EnterpriseポリシーでThunderbird固有の設定がサポートされた |
| 102.7.1    | 2023年2月1日   | 7件の修正 |
| 102.7.2    | 2023年2月7日   | 1件の修正 |
| 102.8.0    | 2023年2月15日  | 2件の追加、3件の修正、1件の未解消。トラブルシューティング情報のページにThunderbirdが使用中のOpenPGPバックエンドライブラリのバージョン情報を表示するようになった。ビルドオプションが追加され、RNPライブラリーのバックエンドにOpenSSLを指定可能になった |
| 102.9.0    | 2023年3月14日  | 5件の修正 |
| 102.9.1    | 2023年3月28日  | 4件の修正 |
| 102.10.0   | 2023年4月11日  | 1件の変更、2件の修正 |
| 102.10.1   | 2023年4月24日  | 4件の修正 |
| 102.11.0   | 2023年5月10日  | 3件の修正 |
| 102.11.1   | 2023年5月25日  | 5件の修正 |
| 102.11.2   | 2023年5月27日  | 1件の修正 |
| 102.12.0   | 2023年6月7日   | 4件の修正 |
| 102.13.0   | 2023年7月5日   | 1件の変更、2件の修正。about:dialogからリリースノートを参照する際にデフォルトブラウザーが使用されるようになった |
| 102.13.1   | 2023年7月26日  | 1件の修正 |
| 102.14.0   | 2023年8月2日   | 1件の修正 |
| 102.15.0   | 2023年8月30日  | 2件の修正 |
| 102.15.1   | 2023年9月12日  | 1件の修正 |

### 115系列
2023年7月11日にリリース
- Dynamic Unified Toolbar
- 美しく一新されたアイコン
- UI密度の簡単な制御
- アプリケーションメニューの直感的な操作
- ソート可能なフォルダーモードの搭載
- 見つけやすいタグビューの搭載
- モダンなカードビューの搭載
- アドレス帳の改良
- アクセサビリティーの向上
- カレンダーデザインの改良

| バージョン  | リリース日     | 備考 |
| ----------- | -------------- | --- |
| 115.0       | 2023年7月11日  | 27件の追加、17件の変更、78件の修正 |
| 115.0.1     | 2023年7月20日  | 1件の変更、13件の修正。about:dialogにSupernovaブランドを追加した |
| 115.1.0     | 2023年8月1日   | 2件の変更、11件の修正。クイックフィルターバーはデフォルトが非表示となった。メールタブツールバーと統合ツールバーの一貫性を保つための高さの調整                                                                       |
| 115.1.1     | 2023年8月15日  | 14件の修正 |
| 115.2.0     | 2023年8月30日  | 1件の追加、2件の変更、16件の修正。MSIX形式のパッケージがarchive.mozilla.orgで提供されるようになった。サイズ、未読、総数のカラムが右寄せに変更。メッセージリストヘッダーのニュースグループ名が省略されるようになった |
| 115.2.1     | 2023年9月11日  | 1件の追加、8件の修正 |
| 115.2.2     | 2023年9月12日  | 1件の修正 |
| 115.2.3     | 2023年9月20日  | 1件の変更、22件の修正、1件の未解消。カードビューと垂直レイアウトが新規プロファイルではフォルト値となった |
| 115.3.0     | 2023年9月26日  | 13件の修正 |
| 115.3.1     | 2023年9月29日  | 4件の修正 |
| 115.3.2     | 2023年10月11日 | 11件の修正 |
| 115.3.3     | 2023年10月18日 | 6件の修正 |
| 115.4.1     | 2023年10月25日 | 1件の追加、23件の修正。ニュースグループの利用時にアカウントセントラルへ「ニュースグループ購読の管理」が表示されるようになった                                                                                       |
| 115.4.2     | 2023年11月6日  | 13件の修正 |
| 115.4.3     | 2023年11月16日 | 10件の修正 |
| 115.5.0     | 2023年11月21日 | 6件の修正 |
| 115.5.1     | 2023年11月27日 | 4件の修正 |
| 115.5.2     | 2023年12月11日 | 27件の修正 |
| 115.6.0     | 2023年12月19日 | 4件の修正 |
| 115.6.1     | 2024年1月8日   | 1件の追加、7件の修正。「comcast.net」でOAuth2認証をサポート |
| 115.7.0     | 2024年1月24日  | 1件の追加、16件の修正。Autocrypt Gossip 鍵配布への対応 |
| 115.8.0     | 2024年2月20日  | 1件の追加、17件の修正。OpenPGPでの復号化に失敗した際にパケットダンプを表示するオプションの追加 |
| 115.8.1     | 2024年3月5日   | 11件の修正 |
| 115.9.0     | 2024年3月19日  | 11件の修正 |
| 115.10.0    | 2024年4月16日  | 14件の修正、1件の未解消 |
| 115.10.1    | 2024年4月18日  | 1件の修正、1件の未解消 |
| 115.10.2esr | 2024年5月1日   | 1件の変更。Thunderbird 115のアップデートチャンネルをESRへ移行 |
| 115.11.0esr | 2024年5月14日  | 3件の修正 |
| 115.11.1esr | 2024年5月29日  | 1件の追加。無作為に選択された少数のユーザーに匿名の短いサーベイを実施する機能の追加 |
| 115.12.1esr | 2024年6月19日  | 6件の修正 |
| 115.12.2esr | 2024年6月22日  | 1件の修正 |
| 115.13.0esr | 2024年7月16日  | 2件の修正 |
| 115.14.0esr | 2024年8月6日   | 4件の修正 |
| 115.15.0esr | 2024年9月5日   | 1件の修正 |
| 115.16.0esr | 2024年10月10日 | 1件の修正 |
| 115.16.1esr | 2024年10月14日 | 1件の修正 |
| 115.16.2esr | 2024年10月17日 | 1件の追加 年末の寄付アピールを追加 |
| 115.16.3esr | 2024年11月19日 | 1件の追加。2件の修正。20周年記念の寄付を募る画面の追加 |
| 115.18.0esr | 2024年12月11日 | |

### 128系列
2024年7月11日にリリース
- コードネーム：Nebula

| バージョン  | リリース日     | 備考 |
| ----------- | -------------- | --- |
| 128.0esr    | 2024年7月11日  | 20件の追加、21件の変更、114件の修正、1件の未解消                                                               |
| 128.0.1esr  | 2024年7月18日  | 4件の修正、1件の未解消                                                                                         |
| 128.1.0esr  | 2024年8月6日   | 15件の修正、1件の未解消                                                                                        |
| 128.1.1esr  | 2024年8月21日  | 3件の修正、1件の未解消                                                                                         |
| 128.2.0esr  | 2024年9月4日   | 4件の修正 |
| 128.2.1esr  | 2024年9月16日  | 10件の修正 |
| 128.2.2esr  | 2024年9月18日  | 1件の追加、6件の修正。アカウントセットアップ機能でOAuth2グラニュラーパーミッションがサポートされるようになった |
| 128.2.3esr  | 2024年9月20日  | 1件の修正。OAuth2グラニュラーパーミッションサポートの取り消し                                                  |
| 128.3.0esr  | 2024年10月1日  | 10件の修正 |
| 128.3.1esr  | 2024年10月10日 | 1件の修正 |
| 128.3.2esr  | 2024年10月17日 | 1件の変更、18件の修正。カレンダーイベントのフィルタリングに「今後のすべてのイベント」が復活した                |
| 128.3.3esr  | 2024年10月22日 | 7件の修正 |
| 128.4.0esr  | 2024年10月29日 | 1件の追加。3件の修正。アカウント設定情報をQRコードを通じてThuderbird Mobileへエクスポートする機能の追加        |
| 128.4.1esr  | 2024年11月4日  | 1件の追加。20周年記念の寄付を募る画面の追加                                                                    |
| 128.4.2esr  | 2024年11月6日  | 1件の変更。11件の修正。コンパクションの頻度を下げるために自動コンパクションの発動しきい値が引き上げられた      |
| 128.4.3esr  | 2024年11月12日 | 11件の修正 |
| 128.4.4esr  | 2024年11月19日 | 2件の修正 |
| 128.5.0esr  | 2024年11月26日 | 9件の修正 |
| 128.5.1esr  | 2024年12月2日  | 1件の追加。1件の修正。年末の寄付を募る画面の追加                                                               |
| 128.5.2esr  | 2024年12月11日 | 8件の修正 |
| 128.6.0esr  | 2025年1月8日   | |
| 128.6.1esr  | 2025年1月27日  | |
| 128.7.0esr  | 2025年2月5日   | |
| 128.7.1esr  | 2025年2月18日  | |
| 128.8.0esr  | 2025年3月5日   | |
| 128.8.1esr  | 2025年3月18日  | |
| 128.9.0esr  | 2025年4月1日   | |
| 128.9.1esr  | 2025年4月4日   | |
| 128.9.2esr  | 2025年4月15日  | |
| 128.10.0esr | 2025年4月29日  | |
| 128.10.1esr | 2025年5月14日  | |
| 128.10.2esr | 2025年5月20日  | |
| 128.11.0esr | 2025年5月27日  | |
| 128.11.1esr | 2025年6月10日  | |
| 128.12.0esr | 2025年7月1日   | |
| 128.13.0esr | 2025年7月22日  | |
| 128.14.0esr | 2025年8月19日  | |

### 136系列
| バージョン | リリース日    | 備考 |
| ---------- | ------------- | ---- |
| 136.0      | 2025年3月4日  |      |
| 136.0.1    | 2025年3月18日 |      |

### 137系列
| バージョン | リリース日    | 備考 |
| ---------- | ------------- | ---- |
| 137.0      | 2025年4月1日  |      |
| 137.0.1    | 2025年4月4日  |      |
| 137.0.2    | 2025年4月15日 |      |

### 138系列
| バージョン | リリース日    | 備考 |
| ---------- | ------------- | ---- |
| 138.0      | 2025年4月29日 |      |
| 138.0.1    | 2025年5月13日 |      |
| 138.0.2    | 2025年5月20日 |      |

### 139系列
| バージョン | リリース日    | 備考 |
| ---------- | ------------- | ---- |
| 139.0      | 2025年5月27日 |      |
| 139.0.1    | 2025年6月2日  |      |
| 139.0.2    | 2025年6月10日 |      |

### 140系列
| バージョン | リリース日    | 備考 |
| ---------- | ------------- | ---- |
| 140.0      | 2025年7月2日  |      |
| 140.0esr   | 2025年7月7日  |      |
| 140.0.1    | 2025年7月9日  |      |
| 140.0.1esr | 2025年7月10日 |      |
| 140.1.0esr | 2025年7月22日 |      |
| 140.1.1esr | 2025年8月5日  |      |
| 140.2.0esr | 2025年8月19日 |      |

### 141系列
| バージョン | リリース日    | 備考 |
| ---------- | ------------- | ---- |
| 141.0      | 2025年7月22日 |      |

### 142系列
| バージョン | リリース日    | 備考 |
| ---------- | ------------- | ---- |
| 142.0      | 2025年8月19日 |      |

## Thunderbird for Android
2024年10月、K-9 MailをベースとしたAndroid版Thunderbirdの安定版がリリースされた。
| バージョン | リリース日     | 備考                                   |
| ---------- | -------------- | -------------------------------------- |
| 8.0        | 2024年10月30日 | K-9 Mailをリブランドした初のリリース版 |
| 8.1        | 2024年11月7日  |                                        |
| 8.2        | 2024年12月10日 |                                        |
| 9.0        | 2025年3月5日   |                                        |
| 10.0       | 2025年5月6日   |                                        |
| 10.1       | 2025年6月25日  |                                        |
| 11.0       | 2025年7月16日  |                                        |